# 微胞子虫
微胞子虫（びほうしちゅう、Microsporidia）はさまざまな動物の細胞内に寄生する単細胞真核生物の一群で、これまでに1500種から1600種程度が知られている。昆虫、甲殻類、魚類、ヒトを含む哺乳類などに感染する病原体が多く含まれている。かつては粘液胞子虫（現在は多細胞動物起源とされる）とともに原生動物門胞子虫綱、あるいは極嚢胞子虫綱に入れられたが、現在では極めて特殊化した菌類だと考えられ、独立な分類群と考えられている。

## 形態
微胞子虫の胞子はたいてい卵形をしていて1-40 μm程度の大きさであり、タンパク質とキチン質からなる2層の細胞壁によって保護されている。胞子の内部には特徴的なコイル状の構造があり、これはミクソゾア類の極糸と混同しないよう極管（polar tube）と呼ばれている。微胞子虫類にはミトコンドリアがなく、おそらく相同なマイトソームを持っている。菌類と共通した特徴として、鞭毛のような運動器官がないこと、2つの細胞核が細胞内で密接する複核（diplokaryon）が存在することが多いことが挙げられる。

## 生活環
微胞子虫の生活環はかなり多様である。無性生殖のみによる単純な生活環を持つものもあれば、複数の宿主で無性生殖と有性生殖が交替する複雑な生活環を持つものもある。感染の初期は個体内で増殖するための胞子を作り、その後個体間で伝播するための胞子を作るような種もある。
通常は経口感染によって水平伝播するが、昆虫宿主の場合にはしばしば宿主の卵巣から卵に渡される経卵巣感染によって垂直伝播が起きる。極管の射出の引き金は種によって様々なものが知られているが、例えば高pHや、ポリグルタミンやムチンの存在などがある。この例では消化管の粘膜の近くで条件が満たされ、胞子の内圧が上がり、極管がホースを裏返しにするようにして宿主細胞に突き刺さる。このとき極管は数百μmと長く伸びているが、胞子の中の胞子原形質（sporoplasm）は極管を通って数十秒という短時間で宿主細胞に注入される。また宿主細胞に貪食されることでも感染が成立する。
胞子原形質は宿主細胞の中で成長し、細胞分裂を繰り返したり多核の変形体になったり種によって様々である。感染細胞は代謝活性が上がったり、肥大化して表面積の大きな腫瘍を形成したりと、多様な変化を示すが、これによって微胞子虫の栄養体に充分な栄養が供給されるようになる。その後胞子を形成するが、この時に有性生殖が見られる場合がある。

## 病原体
宿主に対する影響は、寿命、生殖能力、体重及び一般的な体力の減少などがある。したがって致死的というよりむしろ慢性的で衰弱させてゆくような病気を引き起こすことが多い。
昆虫、甲殻類、魚類に寄生して農業・漁業に深刻な影響を与える病原体が知られる。
また哺乳類でも自然治癒性の下痢の病原体としてごくありふれているほか、日和見感染を起こす病原体が知られている。
このほか、粘液胞子虫や、グレガリナ類などに寄生する微胞子虫が知られている。

### 昆虫類
Nosema
カイコやセイヨウマルハナバチの微胞子虫病の病原体としてそれぞれN. bombycisとN. apisが有名である。カイコの場合栄養不良により衰弱死する。

### 魚類
Heterosporis
筋細胞内に寄生して袋状の微細なスポロフォロシストを生じそこで胞子を形成する。日本では養殖ウナギにべこ病を生じるH. anguillarumが知られている。これは胞子形成が終わると周りの筋肉組織が融解して魚体のあちこちに陥没が現れ商品価値を失う。成長に伴って治癒するが成長が遅れるだけでも養殖家にとっては深刻である。養殖法の効率化に並行して出現が減り、最近では珍しい。
Glugea
内臓などに数mmの球形の「シスト」を生じる。宿主には影響を及ぼさないことが多いが、商品価値が失われるため深刻な病原体である。日本ではアユにグルゲア症を生じるG. plecoglossiなどが知られている。

### 哺乳類
1950年代までは微胞子虫は人間には病原性を示さないと考えられていた。人体に感染することが知られたのは1959年が初めてであり、その後もしばらくの間はほとんど報告がなかった。しかしこれは健康な成人に感染しても自然治癒するか重い症状がないため気付かれなかっただけで、罹患率は人口の2%ほど、報告によっては70%に達するケースもあるほどありふれた病原体である。乳児や、臓器移植やAIDSなどで免疫力が低下した状態では重篤な症状になることがあり、日和見感染症として注目されるようになってきている。
人間への感染源としては、家畜、家禽、ペットの鳥や犬などが主であり、人獣共通感染症である。動物保護施設では3割の犬が感染していたことがあり、子犬の集団死の原因にもなる。主に経口感染によると考えられるため、飲料水が感染源になっている可能性もある。種によっては性感染や呼吸器からの感染の可能性もある。動物では先天性感染が知られているが、これまでのところ人間での報告はない。角膜への外傷性感染も知られている。感染部位は消化管が最も多いが、生殖器、呼吸器、排泄器、神経系などにも感染するものがある。
人体病原体としては8属13種が知られている。代表的なものについて症状を下に示したが、この他に、Trachipleistophora, Pleistophora, Nosema, Vittaforma, Microsporidiumなどが間質性角膜炎や筋炎を起こすことが知られている。
Encephalitozoon cuniculi
肝炎、脳炎、播種性感染
Encephalitozoon intestinalis
下痢、播種性感染、表層角結膜炎（Septata intestinalis）
Encephalitozoon hellem
表層角結膜炎、副鼻腔炎、呼吸器疾患、前立腺膿瘍、播腫性感染
Brachiola algerae
皮膚感染（Nosema algerae）
Enterocytozoon bieneusi
吸収不良、下痢、胆管炎

## ゲノム
微胞子虫類は真核生物としては最も小さいゲノムを持つ生物群である。これまで知られている限りでは1000-2000万塩基対のものが多いが、Encephalitozoon属では極めて小さく300万塩基対に満たない。これは原核生物である大腸菌よりも小さい。
2001年にEncephalitozoon cuniculiの全ゲノム配列が解読され、極端に濃縮されたゲノム構造が明らかになった。E. cuniculiのゲノムは11本の染色体からなり、1本の染色体は22-32万塩基対というごく小さなものである。中でも全ての染色体の両端にリボソームRNA遺伝子が並んでいることは注目すべき特徴である。二次共生藻類のヌクレオモルフは真核生物の核が極端に縮小されたものだと考えられるが、クリプト藻とクロララクニオン藻という系統的に無関係な藻類の両方が、やはりヌクレオモルフの全ての染色体の両端にリボソームRNA遺伝子を持っている。したがって、極端に小さなゲノムとリボソームRNA遺伝子の配置の間にはなにか因果関係があるだろうと考えられている。

## 分類
微胞子虫類は単細胞であることから、伝統的に原生動物とみなされてきた。そして、他のミトコンドリアを欠く真核生物と同様に非常に古い時期に分岐した最も原始的な真核生物だと考えられたこともある。しかし、最近の分子系統解析や生化学的傍証によれば、微胞子虫は接合菌などに近縁な菌類であり、寄生生活に適応してミトコンドリアが退化したものと考えられている。
微胞子虫類は現在では独立の門として扱うことが多いが、その学名が何であるかについては混乱が見受けられる。1980年の国際原生動物学会による合意体系には微胞子虫門（phylum Microspora Sprague, 1977）とあるため、これを正式なものと位置付ける研究者は多いが、そうする研究者でさえ通常はmicrosporidiaという名を好んで使う。これはかつて亜綱をあてていた頃の名称であるが、phylum Microsporidiaと表記する研究者もいる。2005年の合意体系では「門」などの階級名称そのものを放棄しているが、微胞子虫類はMicrosporidia Balbiani, 1882とされている。ちなみに緑藻にMicrospora属という生物がある。
現在のところ核の存在様式に注目した分類体系（Sprague et al. 1992）が用いられているが、核の存在様式は簡単に変化しうる特徴であり生物の系統をうまく反映しないことがわかっている。最近になって分子系統解析に基づき宿主の分布域（淡水産・海水産・陸上産）に注目するとうまくいきそうだという提案（Vossbrinck and Debrunner-Vossbrinck 2005）が出ているが、今後この方向性が受け入れられるかどうかは定かでない。また属や種のレベルでの分類も分子系統解析によって盛んに整理され始めたところである。